# یوگنی گریشین (بازیکن واترپلو)
یوگنی گریشین (روسی: Евгений Борисович Гришин؛ زادهٔ ۱ اکتبر ۱۹۵۹) بازیکن واترپلو اهل اتحاد جماهیر شوروی سوسیالیستی بود.
وی در مسابقات کشوری و بین‌المللی در مجموع برندهٔ ۳ مدال طلا، ۱ مدال برنز شده‌است.